# Nejlepší statistika +/− Deutsche Eishockey Liga
Nejlepší statistika +/− je každoročně udělovaná trofej pro hráče s nejlepším hodnocením +/− v základní části sezóny Deutsche Eishockey Liga.

## Přehled vítězů
| Sezóna                      | Vítěz                                      | Celkem |
| --------------------------- | ------------------------------------------ | ------ |
| 2000/2001                   | Ron Pasco                                  | +27    |
| 2001/2002                   | Marc Fortier                               | +23    |
| 2002/2003                   | David Roberts                              | +26    |
| 2003/2004                   | Micki DuPont Peter Ratchuk Kelly Fairchild | +24    |
| 2004/2005                   | Dwayne Norris                              | +33    |
| 2005/2006                   | Stéphane Julien                            | +35    |
| 2006/2007                   | Jakub Ficenec                              | +26    |
| 2007/2008                   | Scott Kin                                  | +38    |
| 2008/2009                   | Deron Quint Steve Walker                   | +25    |
| 2009/2010                   | Colin Murphy                               | +26    |
| 2010/2011                   | Derrick Walser                             | +25    |
| 2011/2012                   | John Laliberte                             | +29    |
| 2012/2013                   | Herberts Vasiljevs Boris Blank             | +25    |
| 2013/2014                   | Kevin Clark                                | +25    |
| 2014/2015                   | Kevin Clark                                | +29    |
| 2015/2016                   | Mark Voakes                                | +17    |
| 2016/2017                   | Michael Wolf                               | +27    |
| 2017/2018                   | Jonas Müller                               | +32    |
| 2018/2019                   |                                            |        |
| 2019/2020                   |                                            |        |
| Zdroj na eliteprospects.com |                                            |        |